# Concile de Thionville

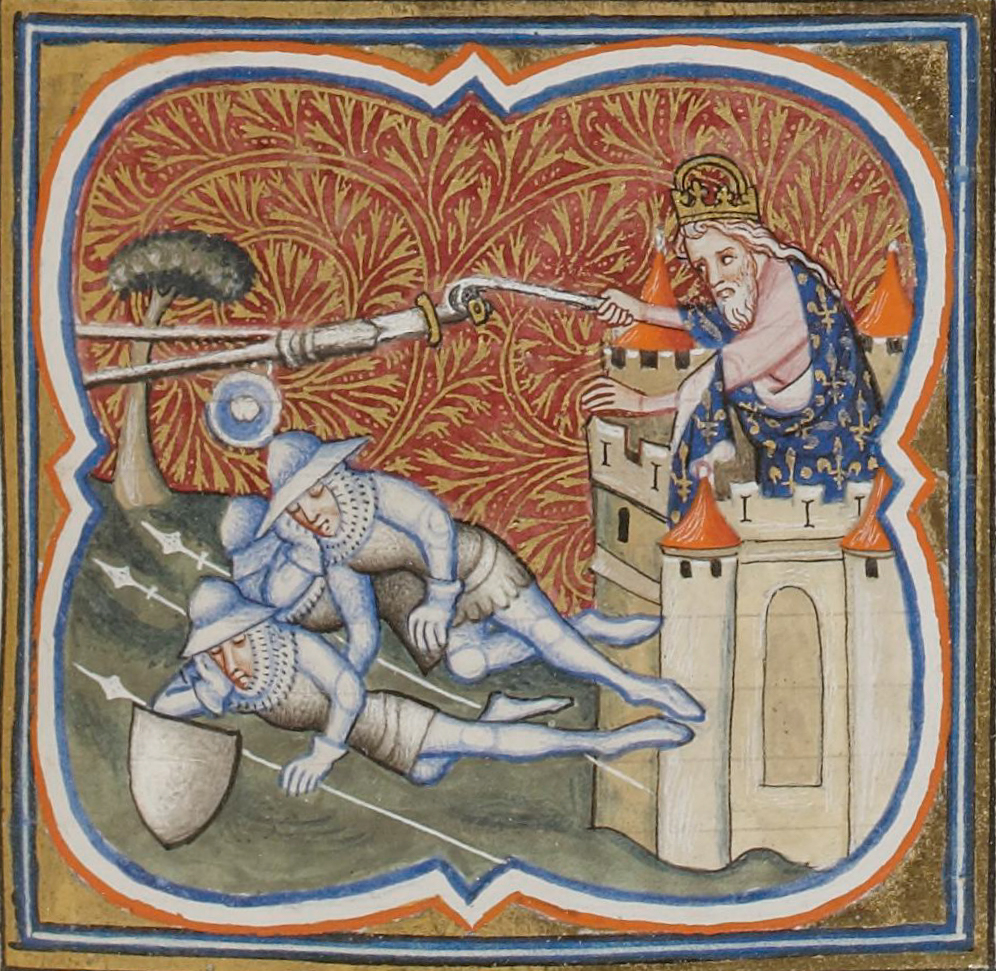
Louis dit le Pieux, emprisonné à Soissons, vole l’épée d’un garde endormi. fol. 142 (60 x 65 mm) Grandes Chroniques de France (BNF, FR 2813)

Le concile de Thionville, appelé parfois synode de Thionville (février 835), fut célébré pour réintégrer solennellement l'empereur Louis le Pieux et juger les évêques, en particulier Ebbon, qui, lors de la destitution de l’empereur au concile de Compiègne dit aussi de Soissons, en novembre 833, sous l'influence de Lothaire, avaient pris position contre Louis. 
Louis voulait, dit-il, que l’Église qui l’avait condamné, l’absolve et lui rende ses titres : « L'Église m'a condamné, c'est à l'Église à m'absoudre maintenant ; les évêques m'ont désarmé, c'est aux évêques à me rendre mes armes. ».
La condamnation et la destitution de plusieurs évêques par cette assemblée organisée par l'empereur entraîna une réaction ecclésiastique qui se manifesta notamment par la création de faux avec la collection de décrétales pseudépigraphes appelées Fausses décrétales ou encore Pseudo-Isidoriana, interdisant dans la pratique toute condamnation d'évêque par le pouvoir laïque.

## Sources
Les actes de cette assemblée sont malheureusement perdus, et seuls subsistent quelques renseignements provenant de contemporains, tels notamment Hincmar et Flodoard, ou de sources plus récentes.

## Description

### Organisation et participants

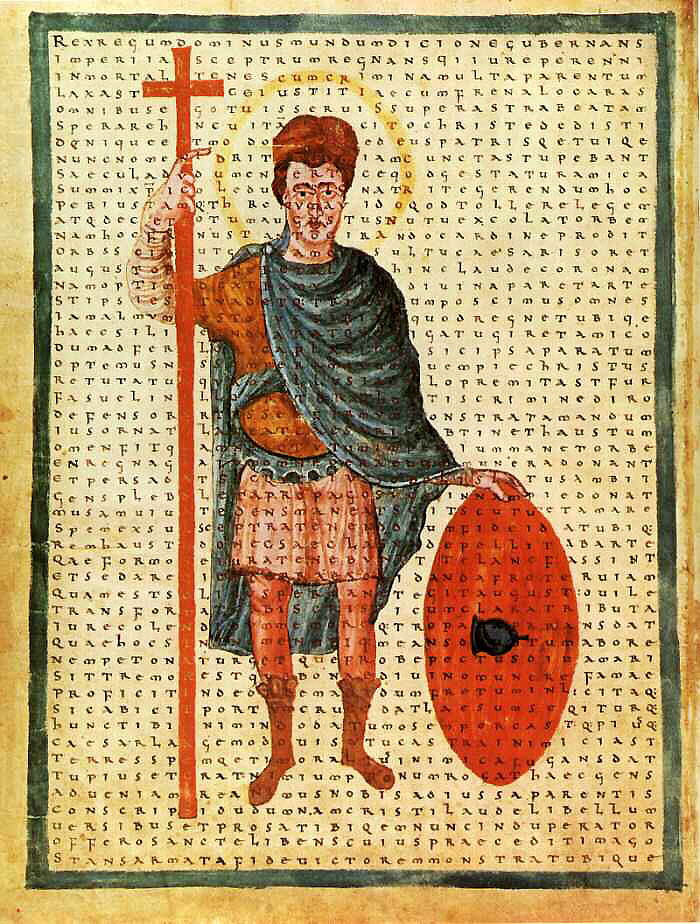
Miniature représentant Louis dit le Pieux, de l'école de Fulda. Liber de laudibus Sanctae Crucis, Codex Vaticanus Reginensis latinus 124.

Après avoir réglé divers problèmes d’intérêt public, Louis organise une assemblée pour ses intérêts personnels, ou plutôt ceux de la royauté, qui avaient été outragés en 833 en sa personne. Il convoque donc un concile à Thionville au début février 835, probablement le 2, pour faire annuler les procédures faites au sujet de sa déposition. 
Outre l'empereur et les grands du royaume, quarante trois évêques sont présents sous la présidence de Drogon, de Metz (le demi-frère de Louis resté fidèle au roi) et d’après certains, de Hetti, l’archevêque de Trèves. On y trouve en particulier Otgar de Mayence, Ragnouard  de Rouen, Landran de Tours, Aldric de Sens, Nothon d'Arles et Ajulf de Bourges ; Jacques Longueval dans son Histoire de l’église gallicane complète cette liste par : Jonas d'Orléans, Erchanrade II de Paris, Thierry de Cambrai, Acard de Noyon, Frothaire de Toul, Rhotade de Soissons, Badurad de Paderborn (de), Hubert de Meaux, Fréculf de Lisieux, Hildeman de Beauvais, Fildi de Verdun, Fova ou Favo* de Chalon-sur-Saône, et Ragenaire d'Amiens, successeur de Jessé, qui avait été déposé. Albéric, évêque de Langres, y participe également.
Ebbon, archevêque de Reims et principal auteur de la déposition de Louis, qui avait tenté de fuir, y participe également, mais sous la contrainte, en qualité d’accusé, ramené de sa prison de Fulda où le roi l’avait enfermé en attendant cette assemblée. Toutefois, d’autre personnages compromis par cette affaire avaient réussi à fuir et à se réfugier en Italie, sous la protection de Lothaire.

### Déroulement

#### Réhabilitation

##### Condamnation unanime des décisions de 833
Louis ordonne dans un premier temps à tous les évêques assemblés de désapprouver par un écrit personnel les actes de l’assemblée de 833 contre sa personne. Comme tous les autres Ebbon ne peut se dispenser de donner le sien, et déclare que la déposition de l'empereur était injuste et téméraire. Ayant reçu tous ces écrits déclarant que sa destitution de 833 n’était pas fondée, Louis reprend courage et impose ensuite au concile de se rendre à Metz afin de donner plus d'éclat à son projet.

##### Cérémonie dans la cathédrale de Metz
Le 28 février 835, un dimanche – celui qui précède le carême –, le concile se rend donc en grand cortège dans la Cathédrale Saint-Étienne de Metz. Pendant l'office, Drogon monte en chaire et lit la sentence signée par tous les évêques, affirmant que Louis avait été injustement déposé. Alors l'évêque de Metz se rend avec six autres évêques auprès de l'empereur et, à côté de l'autel, tous imposent les mains au vieux souverain, sur qui il est prononcé sept prières ; enfin on place sur sa tête, à la grande satisfaction du peuple, la couronne impériale. Ebbon monte également en chaire pour réprouver tout ce qui s'était fait, sous son inspiration et d'après ses conseils, contre l'empereur ; et il est obligé de condamner de vive voix, comme il l'avait déjà fait par écrit, l'indigne procédé que la passion lui avait fait tenir à l'égard de l'empereur, confessant que ce prince avait été injustement déposé et mis en pénitence pour des crimes supposés.

#### Condamnation d'Ebbon
L'assemblée revient à Thionville, ce qui a entraîné certains historiens à penser qu’il y eut un autre concile à Metz en 835, où l'empereur met Ebbon en accusation, au motif de l’avoir renversé du trône. Accessoirement, on reprend d'anciennes accusations contre l'archevêque de Reims, et les évêques présents sont appelés à se prononcer.
Dans un premier temps, il semble qu’Ebbon cherche à éviter une déposition, soutenu par quelques-uns de ses amis qui mettaient en doute, pour une déposition épiscopale, la compétence d'une assemblée, ni convoquée, ni confirmée par le Siège apostolique.
Cette stratégie ayant échoué, Ebbon demande ensuite la permission de faire un exposé fidèle de ses fautes en présence de trois évêques : Ajulf, archevêque de Bourges, Badurab, évêque de Paderborn, et Modoin d'Autun, probablement alors ses derniers soutiens, ce qui lui est accordé. Conformément à la décision de ces trois évêques, Ebbon se déclare par écrit indigne de la dignité épiscopale, demandant l'élection et le sacre d'un autre archevêque de Reims et prenant à témoin trois autres évêques pour son acte d'abdication. Cette sentence est ensuite prononcée successivement par tous les membres de l'assemblée, et Jonas, évêque d'Orléans, en dicte ensuite un court procès-verbal, daté du 4 mars 835.

#### Autres sujets du concile
Au cours de ce concile, le diacre Florus, supérieur de l'école de Lyon et proche d'Agobard, l'archevêque destitué de Lyon, dénonce les erreurs que répand Amalaire, évêque coadjuteur dans cette ville et désormais successeur d'Agobard. 
Amalaire enseigne en effet l'existence d'un triple corps du Christ : son corps réel, son corps mystique dans les fidèles vivants et son corps mystique chez les défunts, et soutient que pour ces raisons l'hostie doit être partagée en trois parties. Toutefois, le concile est empêché par d'autres affaires, ou plus probablement par la défaite d'Agobard et de ses partisans, de s'occuper du livre d'Amalaire qui ne sera censuré que plus tard, en septembre 838, par le concile de Quierzy.
Ainsi derrière ces querelles théologiques, on ne peut s'empêcher de constater qu'il y avait probablement aussi des problèmes de personnes.

## Conséquences
Louis est rétabli solennellement par la même église qui l’avait destitué. Il fait preuve de clémence ; si Ebbon est reconduit toujours prisonnier à Fulda, l’assemblée pardonne cependant à la plupart des autres évêques qui avaient soutenu la destitution de Louis : notamment à Hildeman de Beauvais, à l’exception notable d’Agobard, l’archevêque de Lyon, qui est également déposé parce que, après Ebbon, c'était lui qui s'était montré le plus intraitable vis-à-vis de l'empereur et que, circonstance aggravante, il n'avait pas répondu à trois citations qui lui avaient été adressées. Au niveau local, le prêtre Fulcon est nommé administrateur de Reims et Amalaire, archevêque de Lyon, en remplacement d'Agobard déposé.
La destitution d’Ebbon et des autres évêques suscite en réaction un mouvement identifié comme l'auteur présumé d’une collection de décrétales pseudépigraphes appelées Fausses décrétales ou encore Pseudo-Isidoriana. Ce recueil fait partie de tout un groupe apparaissant vers le milieu du IXe siècle localisé initialement dans la province ecclésiastique de Reims bien que, tout récemment, Klaus Zechiel-Eckes ait identifié le monastère de Corbie (près d'Amiens) comme le siège de l'atelier des faussaires, en montrant que les faussaires ont employé nombre de manuscrits de la bibliothèque de cette abbaye. C'est dans ce cercle, auquel appartenait aussi l'abbé Wala de Corbie, qu'il faut chercher les faussaires. Klaus Zechiel-Eckes a rassemblé de nombreux indices qui impliquent Paschase Radbert, lui-même moine à Corbie et un des successeurs de Wala, comme un des protagonistes de l'atelier.
L'un des buts principaux des faussaires est la protection de l'évêque en procédure criminelle, dont ils rendent, par leurs textes, toute condamnation impossible. Ces faussaires se préoccupent également de l'orthodoxie de la foi, surtout en ce qui concerne la Trinité et les relations entre le Père et le Fils, l'inviolabilité des biens ecclésiastiques, certains aspects de la liturgie et des sacrements (eucharistie et baptême).

## Articles liés
- Concile
- Fausses décrétales
- Louis le Pieux